# Oborožene sile Združenih držav Amerike
Oborožene sile Združenih držav Amerike (angleško Unites States Armed Forces) obsegajo:
- Strateško poveljstvo Združenih držav Amerike (USSTRATCOM),
- Poveljstvo specialnih operacij Združenih držav Amerike (USSOCOM),
- Kopenska vojska Združenih držav Amerike (United States Army),
- Vojno letalstvo Združenih držav Amerike (United States Air Force),
- Vojna mornarica Združenih držav Amerike (United States Navy),
- Korpus mornariške pehote Združenih držav Amerike (United States Marine Corps),
- Obalna straža Združenih držav Amerike (United States Coast Guard).

Predstavljajo največji in najpomembnejši del vojaštva ZDA.

## Vojaštvo
Vojaškega roka ni, so popolnoma profesionalne oborožene sile.
Vsega skupaj je 1.365.800 aktivnih pripadnikov; od tega je 199.850 ženskih pripadnic (pripadniki obalne straže niso vključeni). Rezervne sile obsegajo 1.211.500 pripadnikov, od tega je 1.181.700 članov rezerve prvega ešalona (ready reserve) in 29.800 članov rezerve drugega ešalona (stand-by reserve).
(Opomba: Vsi podatki so za leto 2001. Zaradi vojne proti terorizmu in operacije Iraška svoboda se je zelo spremenilo število rezervnih pripadnikov, saj so bili vpoklicani zaradi vojnega stanja.)

## Organizacija
Generalštab
- Združeni štab oboroženih sil ZDA
Načelnik Generalštaba Kopenske vojske ZDA
poveljnik pomorskih operacij ZDA
komandant Korpusa mornariške pehote Združenih držav Amerike
načelnik Generalštaba Vojnega letalstva ZDA

## Oborožene sile ZDA v tujini
Glej Oborožene sile Združenih držav Amerike v tujini